# H-8 (1958.)
H-8, hrvatski dugometražni film iz 1958. godine redatelja Nikole Tanhofera. Film se temelji na istinitoj priči o fatalnoj nesreći koju je prouzrokovao nepoznati vozač automobila 1957. godine. "H-8" početni su znakovi njegovih registarskih pločica, i jedini podatak o počinitelju zločina. 
Film je na Festivalu igranog filma u Puli 1958. god. osvojio Veliku zlatnu Arenu za najbolji film.

## Sadržaj
U noći 14. travnja 1957. godine na zagrebačkoj autocesti se sudare autobus i tvornički kamion. Sudar je pretjecanjem uzrokovao nepoznati vozač koji odmah poslije toga hladnokrvno gasi svjetla i bježi, a da se nije ni osvrnuo. Ostatak filma prati događanja u autobusu i kamionu sve do same nesreće. 
Upoznajemo sudbine putnika autobusa - studentice glasovira Alme Novak, novinara Borisa, njegovog kolege i prijatelja, propalog glumca Kreše Miljuša i njegove supruge, vozača Josipa Baraća, njegovog pomoćnika Janeza Pongraca i drugih. Istovremeno, pošiljku lima kamionom prevozi vozač Rudolf Knez, a prate ga njegov sin Vladimir i njegov poznanik iz zatvora Franjo Rosić, koji im se naknadno priključi. 
Istovremeno, pripovjedači zlokobno najavljuju skoru nesreću i brojeve sjedala poginulih putnika autobusa, a oni stalno mijenjaju sjedišta.

## Uloge
- Đurđa Ivezić kao Alma Novak
- Boris Buzančić kao novinar Boris
- Antun Vrdoljak kao fotograf Vodopija
- Vanja Drach kao Krešo Miljuš
- Mira Nikolić kao mlada majka Gordana
- Marijan Lovrić kao Rudolf Knez
- Antun Nalis kao lopov Ivica
- Rudolf Kukić kao Švicarac Oswald
- Mia Oremović kao Švicarečeva žena
- Stane Sever kao Janez Pongrac
- Pero Kvrgić kao gospodin Jakupec
- Marija Kohn kao gospođa Tamara Jakupec
- Fabijan Šovagović kao Franjo Rošić
- Ljubica Jović kao Krešina žena
- Siniša Knaflec kao Vladimir Knez
- Ivan Šubić kao Josip Barać
- Drago Mitrović kao Ivan Vukelić
- Josip Presl kao Neven Šestan
- Andro Lušičić kao dr. Šestan
- Stjepan Jurčević kao prof. Nikola Tomašić
- Krunoslava Frlić kao Marija Tomašić
- Pavle Bogdanović kao Mišo Petrović
- Milan Orlović kao Živković
- Martin Matošević kao seljak Dukat
- Rudolf Sremec kao Almin ljubavnik
- Kruno Valentić kao prodavač "Večernjeg"
- Slavica Fila kao glas
- Ivan Hetrich kao pripovjedač #1
- Stjepan Jakševac kao pripovjedač #2
- Dobrila Berković kao Vesna Jakupec
- Nela Eržišnik kao Jakupecova sestra
- Sanda Fideršeg kao supruga liječnika Šestana
- Nedim Omerbegović kao književnik
- Marija Aleksić
- Gabi Novak kao glas s radija (pjeva pjesmu "Sretan put")

## Kritike
Daniel Rafaelić je za Filmski leksikon zapisao:
"Jedan od najcjenjenijih hrvatskih filmova, H-8... se podjednako odlikuje dojmljivom glumom, režijom i montažom. Na početku filmskog izlaganja razotkriva se završni rasplet – sudar autobusa i kamiona, a čak se i otkriva broj poginulih te brojevi mjesta na kojima su ti ljudi sjedili. Napetost proizlazi iz činjenice što likovi tijekom vožnje izmjenjuju svoja mjesta, a poistovjećivanje gledatelja i likova pojačava isticanje tvrdnje da se radi o istinitom događaju (uzročnik sudara pobjegao je s mjesta nesreće, a jedino je zapamćen početak njegove registracije: H-8...). Likovi su slojevito oblikovani, ritam je uzoran, a cjelina ostvaruje tipičan jugoslavenski mikrosvijet toga vremena odnosno panoramu složenoga društva."

## Vanjske poveznice
- H-8 na Internet Movie Database